# Julius Hirsch
Julius Hirsch (Achern, 7 aprile 1892 – 1943) è stato un calciatore tedesco, di ruolo centrocampista.

## Carriera
Secondo calciatore ebreo dopo Gottfried Fuchs ad indossare la maglia della nazionale tedesca, si laureò campione di Germania nel 1910 con la maglia del Karlsruhe.
Ormai campione affermato, all'avvento delle leggi razziali del 1933 dà immediatamente le dimissioni dal suo club, del quale era diventato nel frattempo allenatore giovanile, proseguendo la sua carriera nel campionato "riservato ai Giudei". Nel 1943 viene deportato nel lager di Auschwitz-Birkenau, dal quale non farà più ritorno. L'ultima traccia terrena del fuoriclasse tedesco è una lettera inviata alla sorella Esther per i suoi 16 anni. La sua morte verrà dichiarata ufficialmente due anni dopo, l'8 maggio 1945.